# Biserica „Sfântul Dumitru” din Carahasani
Biserica „Sf. Dumitru” este o biserică amplasată în Carahasani, raionul Ștefan Vodă, Republica Moldova. Este un monument arhitectural de importanță națională inclus în Registrul monumentelor Republicii Moldova ocrotite de stat cu nr. 289 (raionul Ștefan Vodă). Datează din 1864.